# Presión arterial media

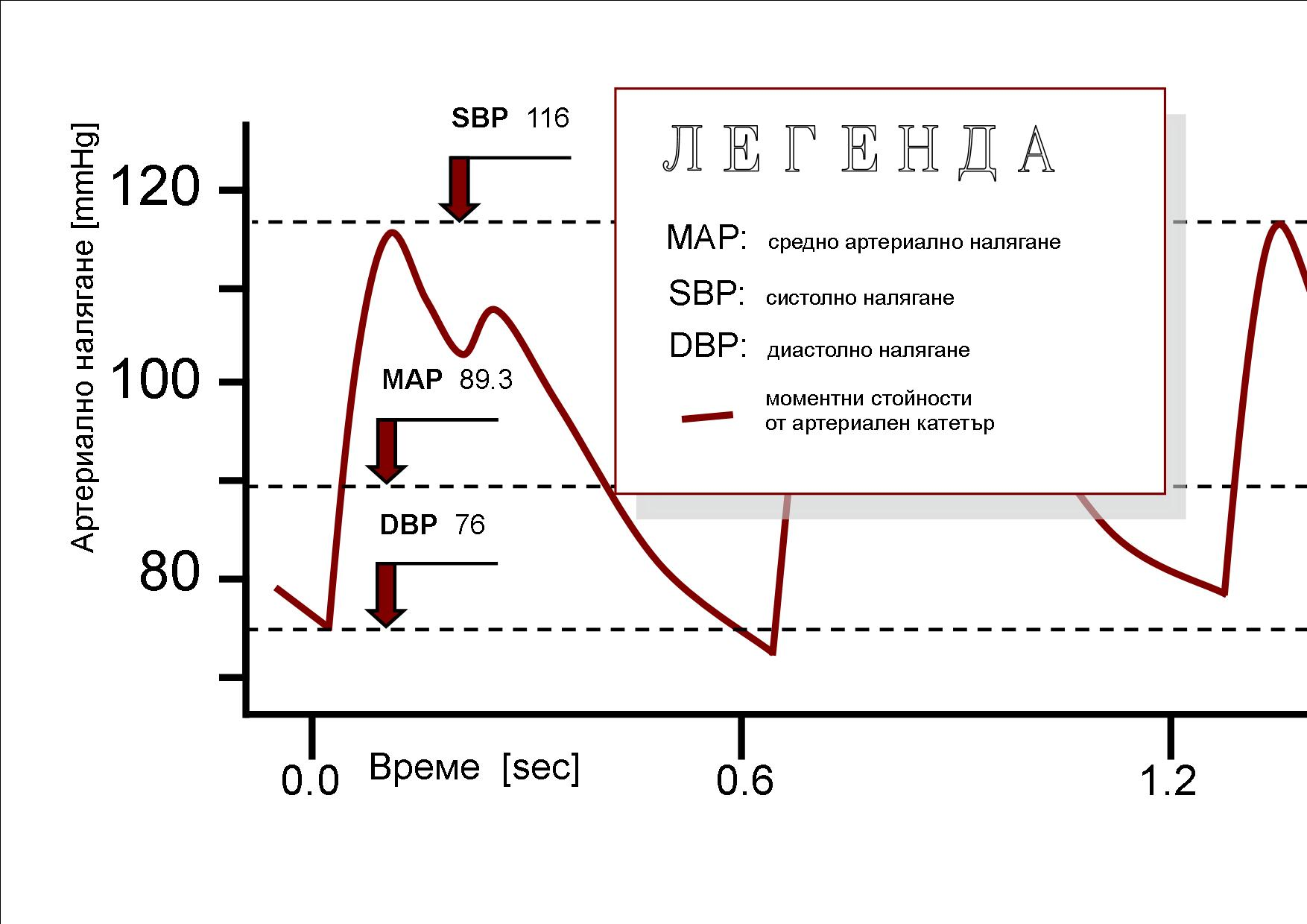
Ejemplo de lectura/gráfico de la línea arterial con indicación de PAM, PAD y PAS.

Se llama presión arterial media a la presión que, mantenida constante en el tiempo, produce el mismo fenómeno o ejerce el mismo efecto, que las presiones reales y variables. Nunca es un valor "promedio". Por definición un valor medio no es lo mismo que un valor promedio.  Este valor siempre se va a aproximar más a la presión arterial diastólica. 
Otra definición sería el valor de presión arterial constante que, con la misma resistencia periférica produciría el mismo caudal (volumen minuto cardíaco) que genera la presión arterial variable (presión sistólica y diastólica).

## Cálculo
La presión arterial media puede ser determinada con la siguiente ecuación:
{\displaystyle PAM=(GC\times RVS)+PVC}
donde: SE encuentra la P/A Sistólica y Diastólica 
- PAM: Presión arterial media
- GC: Gasto cardíaco
- RVS: Resistencia vascular sistémica
- PVC:Presión venosa central, usualmente despreciable.

## Estimación
Durante el reposo, la PAM puede aproximarse usando las medidas de presión arterial, presión arterial sistólica y presión arterial diastólica.
{\displaystyle PAM\simeq PAD+{\frac {1}{3}}(PAS-PAD)}
o bien
{\displaystyle PAM\simeq {\frac {2}{3}}(PAD)+{\frac {1}{3}}(PAS)}
o bien
{\displaystyle PAM\simeq {\frac {(2PAD)+PAS}{3}}}

donde 
- PAM: Presión arterial media
- PAS: Presión arterial sistólica
- PAD: Presión arterial diastólica
- PP es la presión de pulso {\displaystyle PAS-PAD}

En taquicardia el cálculo es más aproximado al promedio de PAS y PAD; ya que al aumentar la frecuencia cardiaca, se acorta la duración de la diástole en el ciclo cardiaco, y por consiguiente es menor la duración de las presiones diastólicas en la circulación.

## Relevancia clínica
La PAM se considera como la presión de perfusión de los órganos corporales. Se cree que una PAM mayor a 60 mmHg es suficiente para mantener los órganos de la persona promedio. Si la PAM cae de este valor por un tiempo considerable, el órgano blanco no recibirá el suficiente riego sanguíneo y se volverá isquémico. Cabe tener en cuenta que se considera normal un valor entre 60-89 mmHg de presión diastólica y de 90-139 mmHg de presión sistólica.